# روبرت ويليام رانكين
روبرت ويليام رانكين (بالإنجليزية: Robert William Rankin)‏ هو عسكري أسترالي، ولد في 3 يونيو 1907 في كوبار ‏ في أستراليا، وتوفي في 4 مارس 1942 في جاوة في إندونيسيا.